# Рибейру, Мария ду Пилар
Мария ду Пилар Баптиста Рибейру (порт. Maria do Pilar Baptista Ribeiro; 5 октября 1911 – 28 марта 2011) — португальская учёная-математик и общественно-политическая деятельница. Основательница Португальского математического общества (SPM) и его издания Gazeta de Matemática.

## Учёба и работа
Мария ду Пилар родилась в столице Португалии Лиссабоне 5 октября 1911 года в семье Жуакина Родригеша Каррейры и Луизы Лурейру Переш. Окончив математический факультет Лиссабонского университета в 1933 году, она была одной из немногих женщин того времени, получивших математическое образование.
Год спустя она вышла замуж за математика Уго Баптисту Рибейру (1910—1988), с которым познакомилась во время учёбы. Пара разделяла совместные политические взгляды, находясь в оппозиции ультраправой диктатуре «Нового государства» (Estado Novo) и участвуя в деятельности нелегальной Португальской коммунистической партии.
После окончания университета Мария преподавала математику в Лиссабоне, а также посещала семинары, проводимые математиком Антониу Анисету Монтейру. В качестве члена-основателя Португальского математического общества она вместе с Бенту ди Жезушем Карасой, ещё одним математиком-коммунистом, занимала должность первого секретаря Общества в течение двухлетнего периода 1941/1942 гг. Она вернулась на ту же роль в 1946/1947 годах, когда её муж был генеральным секретарем. Печатный орган общества — «Математическая газета» (Gazeta de Matemática) — сыграл в 1940-х годах важную роль в популяризации и изучении истории математики в Португалии и других странах.

## Изгнание
Между 1942 и 1946 годами она сопровождала своего мужа в Цюрих, где он получил докторскую степень. Пилар Рибейру воспользовалась возможностью посетить несколько специализированных курсов по математике в Федеральной политехнической школе Цюриха. Её муж перестал получать полагавшуюся ему португальскую стипендию, и семью, пока он работал над диссертацией, обеспечивала своим трудом Мария. В частности, она писала статьи в Gazeta de Matemática о преподавании математики в Швейцарии.
Вернувшись в Португалию, пара столкнулась со противодействием науке со стороны салазаровского режима, осуждавшего независимое мышление. Многих учёных, включая супругов Рибейру, это вынудило покинуть страну. Они эмигрировали в Соединённые Штаты, где Пилар Рибейру преподавала математику в Университете штата Пенсильвания. Некоторое время они также провели в Бразилии, где её муж преподавал в Ресифи. Вместе с Жозе да Силвой Паулу Пилар Рибейру отвечала за перевод с немецкого на португальский язык классического труда Давида Гильберта «Основы геометрии».

## Возвращение в Португалию
Пара не возвращалась в Португалию вплоть до 25 апреля 1974 года, когда Революция гвоздик свергнула авторитарный режим «Нового государства». С 1976 по 1980 год по приглашению Руя Луиша Гомеша Пилар Рибейру была профессором Университета Порту и аспирантуры Института биомедицинских наук им. Абеля Салазара.
В январе 2005 года она пожертвовала Национальной библиотеке имущество своего покойного мужа, состоящее в основном из корреспонденции с национальными и зарубежными деятелями. Пилар Рибейру умерла в Кашкайше 28 марта 2011 года, за несколько месяцев до своего 100-летия. К столетию со дня ее рождения была выпущена португальская почтовая марка с её изображением.